# Пижмо звичайне
{{#ifeq:0|0|{{#if:|{{#if:Tanacetumvulgare|[[]}}|}}}}
Пижмо звичайне (Tanacetum vulgare L.) — вид рослин із родини айстрових. Пижмо звичайне родом з Євразії помірного поясу, й охоплюючи південь субарктичного й північ субтропічного; вид інтродукований на о. Ірландія, о. Ісландія, у Португалії, Канаді, США, Панамі, Південній Америці, Австралії, Новій Зеландії.

## Інші назви
Місцеві назва — дика горобинка, приворотень, криворот тощо.

## Будова
Багаторічна отруйна трав'яниста рослина родини айстрових з коротким здерев'янілим кореневищем. Стебло 40—150 см заввишки, пряме, борозенчасте, голе або злегка запушене, у верхній частині гіллясте. Листки 7—20 см завдовжки, чергові, в обрисі довгасті, зверху темно-зелені, шорсткі або гладенькі, двічі перистороздільні на ланцетні або широколінійні пилчасті частки; нижні листки — черешкові, інші — сидячі. Квітки дрібні, яскраво-жовті, зрослопелюсткові, з простою віночкоподібною оцвітиною, зібрані в плоскі кошики, що утворюють на верхівці густі щиткоподібні суцвіття. Обгортка напівкуляста, черепичаста, листочки її сіро-зелені, голі, з вузьким плівчастим краєм. Всі квітки з трубчасто-лійкоподібним віночком (1,5-2,5 мм завдовжки), віночок у крайових маточкових квіток з чотирма, а у серединних двостатевих з п'ятьма зубцями. Тичинок п'ять, маточка одна, стовпчик один з дволопатевою приймочкою, зав'язь нижня. Плід — гола, округла сім'янка з п'ятьма реберцями, без чубка. Цвіте у червні — вересні. 2n = 18.

## Поширення та середовище існування
Пижмо росте в мішаних і листяних лісах на галявинах, серед чагарників, поблизу доріг, на просіках, луках. Тіньовитривала рослина.
Поширена майже по всій Україні.

## Практичне використання
Лікарська, ефіроолійна, отруйна, харчова, медоносна й інсектицидна рослина.

### У медицині
У науковій медицині використовують кошики пижма — Flores Tanaceti. Препарати з них застосовуються для збудження апетиту, поліпшення травлення, при хворобах печінки і кишки, при бронхіальній астмі, ревматизмі, як глистогінний засіб і такий, який підвищує кислотність шлункового соку, при запорах. У квітках містяться ефірна олія (до 0,8 %), алкалоїди, гіркі й дубильні речовини, органічні кислоти, смола, вітамін С, каротин.
У народній медицині застосовується також як глистогінний, шлунковий, жовчогінний, потогінний, протигарячковий засіб, при жовтяниці, епілепсії, головному болю, проносах, водянці, недокрів'ї, порушенні серцевої діяльності, подагрі, ревматизмі, хворобах ніг, нервових хворобах, під час болісних і нерегулярних менструацій. Зовнішньо квітки пижма використовують для лікування ран, виразок, корости, вивихів, ударів, пухлин; напари — у разі болю в суглобах і ступнях, для миття волосся при себореї, спринцювання при білях.
У гомеопатії есенцію з свіжих квіток застосовують у разі епілепсії і маткових судом. У ветеринарії використовують як глистогінний засіб, при кривавій сечі у великої рогатої худоби.
Є дані, що рослина пригнічує розвиток гнильних бактерій і бактерій, які спричинюють рак шлунку.
Фітонцидну і глистогінну дію зумовлює ефірна олія пижма, яка в той же час досить токсична для людей і тварин, тому користуватися препаратами з пижма потрібно дуже обережно і тільки під наглядом лікаря. Вони протипоказані вагітним жінкам.

### У харчуванні
У Франції, Англії, Угорщині та США культивується заради пахучої олії (сухі плоди містять 47 %). Використовується як ароматично-гірка присмака замість ванілі для ароматизації тіста, що йде на кондитерські вироби.
Поїдання пижма тваринами спричинює отруєння, особливо y корів і ягнят, надає молоку неприємного запаху і гіркого присмаку. Невелика домішка його до сіна має дієтичну дію. Листки пижма використовують як ароматичну домішку в кулінарії, кондитерському і лікеро-горілчаному виробництві, для ароматизації м'ясних і рибних консервів, для салатів, замість кориці, мускатного горіха, ванілі. Пижмо як медонос дає допоміжний взяток.
Інсектицидні властивості пижма відомі здавна. У стародавньому Єгипті його використовували для бальзамування трупів. Препарати з пижма (порошки, екстракти, аерозолі) згубно діють на багато видів комах і кліщів, використовуються для знищення паразитів людини і тварин, шкідників сільського і лісового господарства, а також продовольчих запасів. За інсектицидною дією воно не поступається перед піретрумом.

## Збирання, переробка та зберігання
Збирають кошики пижма на початку цвітіння, обриваючи їх руками або зрізуючи ножами, секаторами чи серпами. Сушать на горищах, під залізним дахом або під наметами з достатньою вентиляцією, розстилаючи тонким шаром на папері або тканині. Можна сушити в сушарках при температурі, не вищій 40°. Суху сировину пакують у мішки вагою по 20 кг (або в тюки по 50 кг). Зберігають у сухих, добре провітрюваних приміщеннях, строк зберігання — три роки.
Промислова заготівля можлива у Полтавській, Черкаській, Кіровоградській, Луганській, Донецькій, Дніпропетровській, Запорізькій і Херсонській областях. Запаси сировини значні.

## Галерея

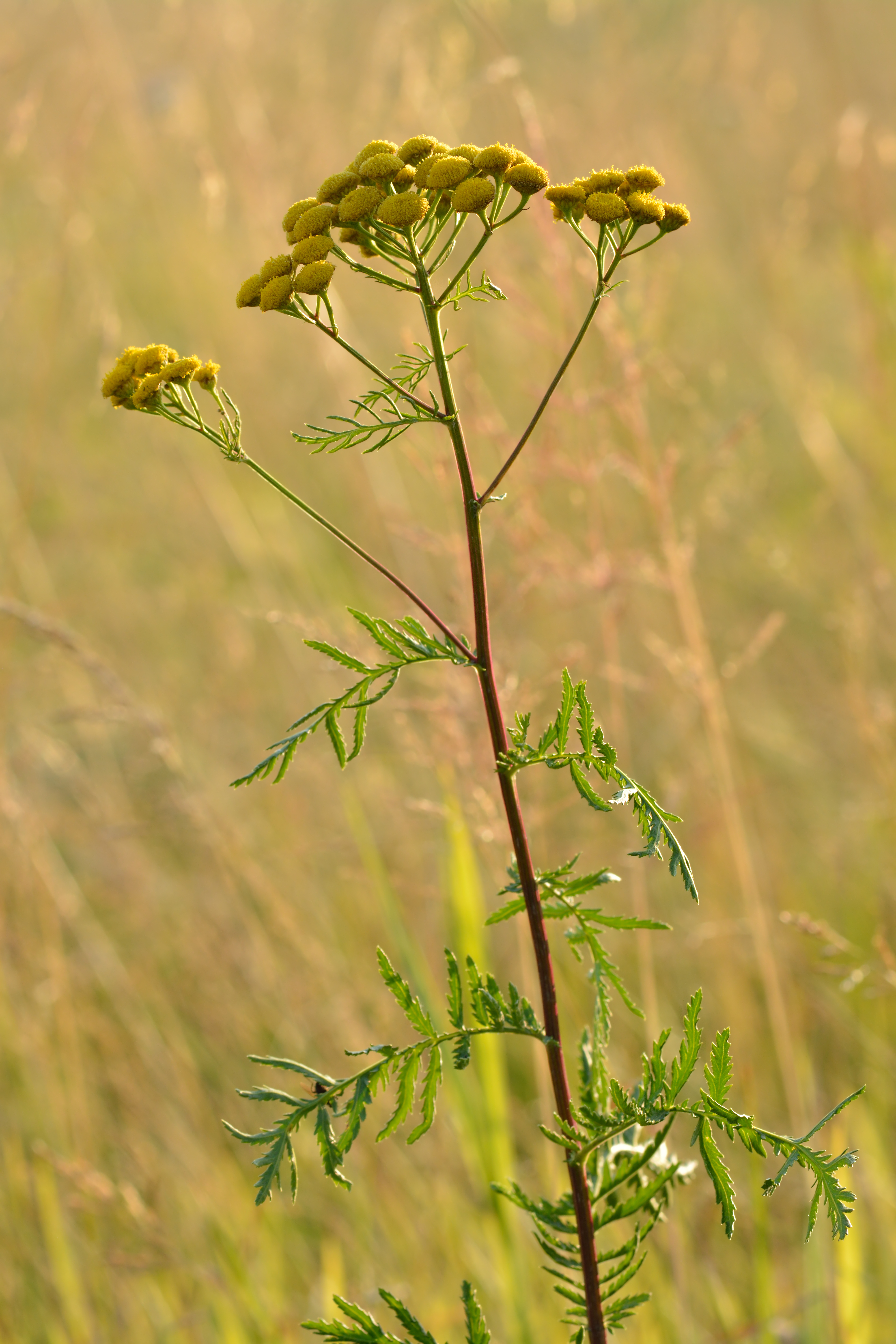
Суцвіття
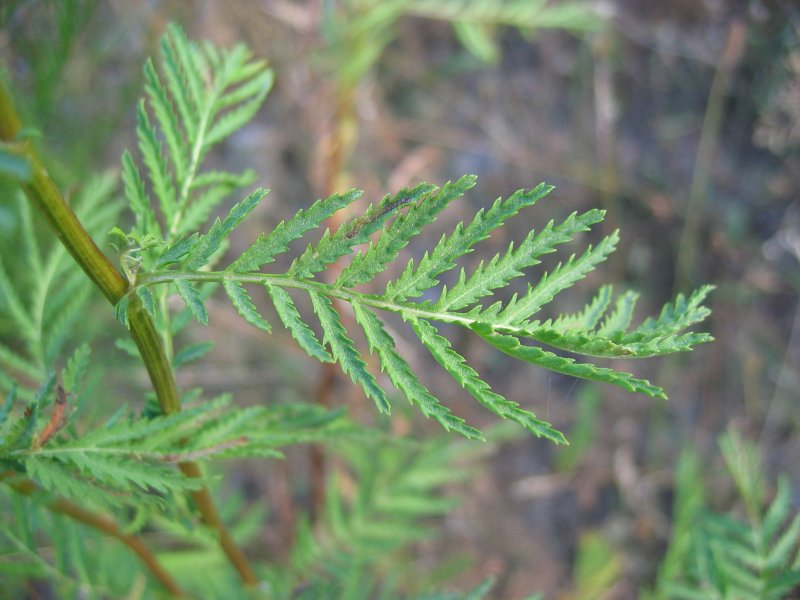
Листя
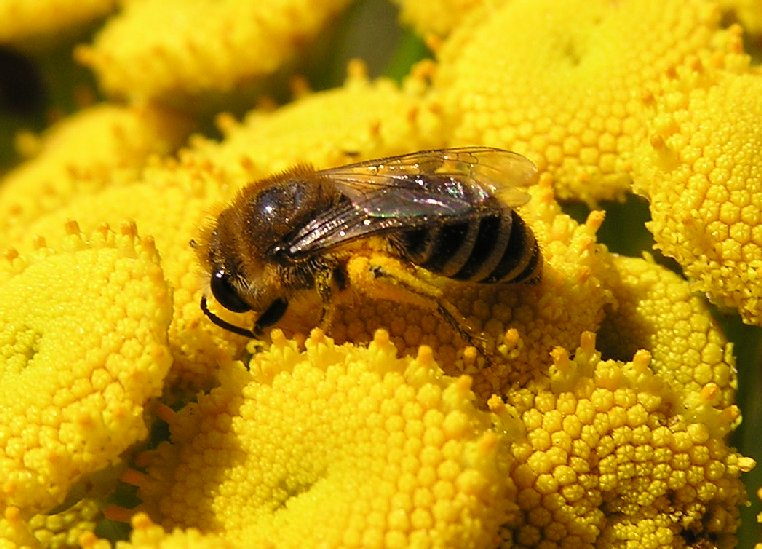
Квіти
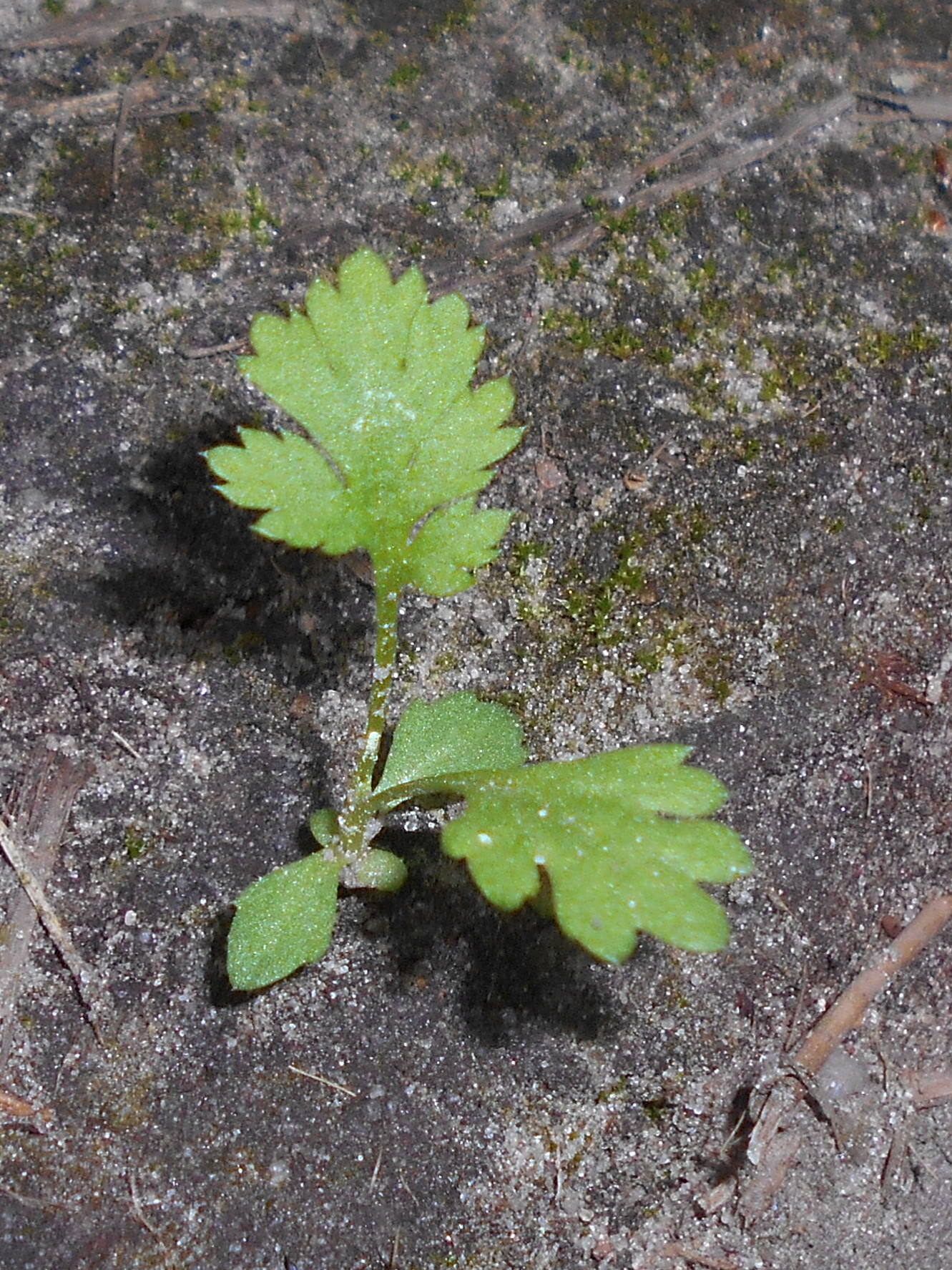
Паростки